# Аспрула
 Тази статия е за селото в Населица.  За кожанското село, чието старо име също е Велища, вижте Левкопиги (дем Кожани).  
Аспрула или Велища (на гръцки: Ασπρούλα; до 1927 година: Βελίστη, Велисти) е село в Република Гърция, дем Горуша (Войо), област Западна Македония.

## География
Селото е разположено на 740 m надморска височина, на около 10 km северозападно от демовия център град Неаполи (Ляпчища).

## История

### Етимология
Според Макс Фасмер и Иван Дуриданов гръцкото име може да възхожда както към Велище, така и към Белище, топографско, а не патронимично название, сравнимо със сръбското селищно име Belišće.
Според Йордан Н. Иванов името е патронимично от личното име Вале, Вели (срвнимо Велислав), от старобългарското , „голям“ и -- от *-itj-. Сравнимо е Велище в Сярско.

### В Османската империя
Църквата „Свети Димитър“ в Аспрула е отпреди 1500 година, а иконите в нея са от XVI век.
В края на ХІХ век Велища е село в северната част на Населишката каза на Османската империя.
Васил Кънчов означава вероятно Велища, когато в статистиката си между съседните Мислегощи и Чърчища отбелязва село Поища (Пошита) с 300 валахади (гръкоезични мюсюлмани).
На Етнографската карта на Битолския вилает на Картографския институт в София от 1901 година Велещина е чисто гръцко село в Костурската каза на Корчанския санджак със 100 къщи.
Според статистика на Серфидженския санджак на гръцкото консулство в Еласона от 1904 година във Велищи (Βελίστη), Населишка каза, живеят 150 валахади и 100 гърци християни.
На етническата карта на Костурското братство в София от 1940 година къмо 1912 година Велище е обозначено като гръцко селище.

### В Гърция
През Балканската война в 1912 година в селото влизат гръцки части и след Междусъюзническата в 1913 година Велища остава в Гърция.
През 1913 година при първото преброяване от новата власт във Βελίστη са регистрирани 302 жители.
В средата на 20-те години мюсюлманската част от населението на селото е изселено в Турция по силата на Лозанския договор и на негово място са заселени понтийски гърци бежанци от Турция. В 1928 година то е представено като смесено село, състоящо се от коренни местни жители и от новодошли бежанци. Последните са 30 семейства или 104 души.
В 1927 година името на селото е преведено на Аспрула, тоест Беличка.
Населението традиционно произвежда жито, картофи, тютюн и други земеделски продукти, като се занимава и със скотовъдство.
Гробищната църква на селото е посветена на Свети Николай.
| Име                 | Име        | Ново име | Ново име | Описание                            |
| ------------------- | ---------- | -------- | -------- | ----------------------------------- |
| Далгуро или Далгура | Νταλγκούρα | Лофи     | Λόφοι    | възвишение на СЗ от Аспрула (772 m) |
| Ситка               | Σίτκα      | Вурла    | Βούρλα   | възвишение на СИ от Аспрула (765 m) |

| Година    | 1913 | 1920 | 1928 | 1940 | 1951 | 1961 | 1971 | 1981 | 1991 | 2001 | 2011 | 2021 |
| --------- | ---- | ---- | ---- | ---- | ---- | ---- | ---- | ---- | ---- | ---- | ---- | ---- |
| Население | 302  | 116  | 281  | 362  | 336  | 310  | 215  | 173  | 159  | 121  | 76   | 62   |